# شيرني
شيرني (بالإيطالية: Scerni)‏ هي بلدية في مقاطعة كييتي في إقليم أبروتسو الإيطالي.

## السكان
في سنة 1861 بلغ عدد السكان 3٬504 نسمة، وتطور العدد ليصل في سنة 2011 لـ 3٬399 نسمة.
يظهر هذا المخطط البياني تطور النمو السكاني لـ شيرني